# Carboxypeptidasen
Carboxypeptidasen sind Enzyme, die hydrolytische Spaltungen von Peptidbindungen vom C-terminalen Ende aus katalysieren. Deshalb sind sie Exopeptidasen.
Zwei namensgebende Vertreter dieser Gruppe sind die Carboxypeptidase A (EC 3.4.17.1, CAS-Nummer: 11075-17-5) und die Carboxypeptidase B (EC 3.4.17.2, CAS-Nummer: 9025-24-5). Beide sind Metalloproteasen, die aus ihren Vorstufen (Procarboxypeptidasen) durch Trypsin mittels limitierter Proteolyse entstehen und Proteine endständig angreifen (Exopeptidasen). Sie werden vom exokrinen Pankreas sezerniert.
Die Carboxypeptidase A spaltet N-terminal zu neutralen und zum Teil sauren Aminosäuren. Die Carboxypeptidase B spaltet N-terminal zu basischen Aminosäuren.
Die Carboxypeptidase G2 wirkt bei einer Methotrexat-Vergiftung als Antidot durch Abspaltung des Glutaminsäurerestes.